# Massicus scapulatus
Massicus scapulatus là một loài bọ cánh cứng trong họ Cerambycidae.